# Falsapomecyna albolineata
Falsapomecyna albolineata là một loài bọ cánh cứng trong họ Cerambycidae.